# Несрін Сіпахі
Несрін Акчан Сіпахі — турецька співачка.

## Життя
Несрін Сіпахі народилася в Юнус і Adile в Yeşilköy районі Bakırkoy району, Стамбул, Туреччина 29 листопада 1934 року.
Її батьки мали кримське походження. Два брати, Ніхат та Четін, були акторами театру. Закінчила середню школу Бакиркьо. Після короткого шлюбу в 1950 році 23 січня 1957 року вона повторно одружилася з Хасаном Альдеміром Сіпахі. Має двоє синів; Юнус Емре народився в 1957 році і Кандемір в 1968 році.

## Музична кар'єра
Ще в підлітковому віці вона зацікавилася музикою. Хоча спочатку виконувала західну музику, однак надалі Несрін Сіпахі почала співати турецьку музику. У 1953 році вона вступила до Ankara Radio, яке вважалося головним навчальним центром музики на той час.
У 1960 році Несрін Сіпахі почала працювати сценічним виконавцем в Анкарі. Після концертів у Туреччині вона також виступала у багатьох зарубіжних країнах.
1971 року, у своєму турі по Радянському Союзу вона співала ще на турецькій, азербайджанській, російській та вірменській мовах.
Несрін Сіпахі виступала у США, Німеччині, Франції, Канаді, Австралії, Марокко, Тунісі, Сирії, Єгипті, Кіпрі та Іспанії. Випустила близько чотирьох сотень синглів. Як акторка брала участь лише в одному фільмі; Калбімдекі Серсері («Шахрай у моєму серці») 1965 року. У 1974 році вона випустила Яшу Фенербахче («Live Live Fenerbahçe»), бойову пісню для СК «Fenerbahçe», обкладинку Y Viva España

## Нагороди
У неї є ряд золотих платівок.
У 1998 році вона отримала звання Державна артистка Туреччини.
У 2017 році вона була відзначена спеціальною нагородою під час церемонії в Президентському комплексі та отримала свою нагороду від Реджепа Таїпа Ердогана.

## Альбоми
Починаючи з 1970 року, вона випустила LP та CD:
- 1970: (?): La Chanson D'Amour En Turquie
- 1970: Суат Сайн
- 1970: Ve İkinci Dünyası
- 1970: Додати Юсуф Nalkesen'in Eserleri
- 1970: Додати Nesrin Sipahi
- 1970: Avni Anıl'ın Eserleri
- 1971: Bir Bahar Akşamı
- 1972: Türk Sanat Müziğinden Seçmeler
- 1973: Ve Türk Sanat Müziğinin 12 Pırlantası
- 1973 рік: Осман Ніхат Акінін Сечме Есерлері
- 1983: Aşk Mevsime Bakma z
- 1991: Несрін Сіпахі та Ансамбль Кудсі Ергунер — Шаркі (Love Songs Of Istanbul)
- 2009: Несрін Сіпахіден Тюркюлер